# Cerastium boissierianum
Cerastium boissierianum là loài thực vật có hoa thuộc họ Cẩm chướng. Loài này được Greuter & Burdet mô tả khoa học đầu tiên năm 1984.